# Vladimir Šitov
Vladimir Šitov (in russo Владимир Шитов?; traslitterazione anglosassone Vladimir Shitov; Mosca, 8 luglio 1952 – Mosca, 8 novembre 2011) è stato uno slittinista sovietico.
Dopo la dissoluzione dell'Unione Sovietica (1991) acquisì la cittadinanza russa.

## Biografia
Gareggiò per la nazionale sovietica sia nel singolo sia nel doppio; in quest'ultima specialità gareggiò unicamente in coppia con Valerij Jakušin.
Partecipò ad una edizione dei Giochi olimpici invernali, ad Innsbruck 1976, occasione in cui concluse in decima posizione la gara del singolo.
Prese parte altresì a due edizioni dei campionati mondiali aggiudicandosi la medaglia d'argento nella specialità biposto ad Imst 1978, mentre nelle prove individuali il suo miglior risultato fu la quindicesima piazza ottenuta ad Igls 1977. Nelle rassegne continentali conquistò la medaglia di bronzo nel singolo ad Hammarstrand 1978; in quella stessa edizione ottenne anche il suo più importante piazzamento nel doppio, giungendo sesto.
L'anno successivo, mentre si stava allenando sulla pista di Oberhof, subì un gravissimo infortunio ad una gamba che lo costrinse a concludere anzitempo la carriera; nonostante il parere contrario dei medici provò a ritornare in pista in vista delle Olimpiadi di Lake Placid 1980, per le quali aveva già ottenuto la qualificazione nel doppio, ma il dolore troppo forte lo fece desistere da questo proposito e si ritirò dunque definitivamente dall'attività agonistica.
Affetto da tempo da un tumore, Šitov è deceduto l'8 novembre 2011 all'età di 59 anni.

## Palmarès

### Mondiali
- 1 medaglia:
  - 1 argento (doppio ad Imst 1978).

### Europei
- 1 medaglia:
  - 1 bronzo (singolo ad Hammarstrand 1978).